# Serglicina
La serglicina è una proteina che negli esseri umani è codificata dal gene SRGN situato sul braccio lungo del cromosoma 10. Tra i proteoglicani conosciuti, è l'unico ad essere presente all'interno delle cellule; è espresso soprattutto nelle cellule staminali ematopoietiche e in quelle endoteliali.

## Funzione
I proteoglicani immagazzinati nei granuli di secrezione delle cellule ematopoietiche contengono un core proteico resistente alle proteasi, deputato alla neutralizzazione di eventuali enzimi idrolitici. Questo core peptidico è stato individuato anche in altri complessi macromolecolari, come i granzimi e le perforine, e funge da impalcatura che consente alle macromolecole ospitanti di mantenere la propria morfologia e la propria funzionalità durante i processi di apoptosi nei quali sono implicate.